# Seznam dílů seriálu Výjimeční
Toto je seznam dílů seriálu Výjimeční. Americký televizní seriál Výjimeční měl premiéru 11. července 2011. Bylo odvysíláno 24 dílů.

## Přehled řad
| Řada | Díly | Premiéra v USA    | Premiéra v USA | Premiéra v ČR | Premiéra v ČR |
| Řada | Díly | První díl         | Poslední díl   | První díl     | Poslední díl  |
| ---- | ---- | ----------------- | -------------- | ------------- | ------------- |
| 1    | 11   | 11. července 2011 | 26. září 2011  | vysíláno      | vysíláno      |
| 2    | 13   | 23. července 2012 | 22. října 2012 | vysíláno      | vysíláno      |

## Seznam dílů

### První řada (2011)
| Č. v seriálu | Č. v řadě | Původní název                       | Český název                          | Režie              | Scénář                                                                                                   | Premiéra v USA    | Premiéra v ČR |
| ------------ | --------- | ----------------------------------- | ------------------------------------ | ------------------ | --- | ----------------- | ------------- |
| 1            | 1         | Pilot                               | Hicks                                | Jack Bender        | Zak Penn a Michael Karnow                                                                                | 11. července 2011 | vysíláno      |
| 2            | 2         | Cause & Effect                      | Příčina a důsledek                   | Constantine Makris | Julie Siege                                                                                              | 18. července 2011 | vysíláno      |
| 3            | 3         | Anger Management                    | Kurz sebeovládání                    | Nick Copus         | Ira Steven Behr a Robert Hewitt Wolfe                                                                    | 25. července 2011 | vysíláno      |
| 4            | 4         | Rosetta                             | Rosettská deska                      | Karen Gaviola      | Zak Penn                                                                                                 | 1. srpna 2011     | vysíláno      |
| 5            | 5         | Never Let Me Go                     | Nikdy mě neopusť                     | Jeffrey Hunt       | Jordan Rosenberg                                                                                         | 8. srpna 2011     | vysíláno      |
| 6            | 6         | Bill and Gary's Excellent Adventure | Výtečné dobrodružství Billa a Garyho | Leslie Libman      | Adam Levy                                                                                                | 15. srpna 2011    | vysíláno      |
| 7            | 7         | Catch and Release                   | Na útěku                             | Kevin Hooks        | Michael Karnow                                                                                           | 22. srpna 2011    | vysíláno      |
| 8            | 8         | A Short Time in Paradise            | Chvilka v ráji                       | John Showalter     | Michael Chamoy                                                                                           | 29. srpna 2011    | vysíláno      |
| 9            | 9         | Blind Spot                          | Slepá skvrna                         | Michael Watkins    | Ira Steven Behr a Robert Hewitt Wolfe                                                                    | 12. září 2011     | vysíláno      |
| 10           | 10        | The Unusual Suspects                | Neobvyklí podezřelí                  | J. Miller Tobin    | Marc Bernardin                                                                                           | 19. září 2011     | vysíláno      |
| 11           | 11        | Original Sin                        | Prvotní hřích                        | Nick Copus         | námět: Zak Penn a Michael Karnow scénář: Ira Steven Behr, Robert Hewitt Wolfe, Zak Penn a Michael Karnow | 26. září 2011     | vysíláno      |

### Druhá řada (2012)
| Č. v seriálu | Č. v řadě | Původní název                 | Český název              | Režie           | Scénář                             | Premiéra v USA    | Premiéra v ČR |
| ------------ | --------- | ----------------------------- | ------------------------ | --------------- | ---------------------------------- | ----------------- | ------------- |
| 12           | 1         | Wake Up Call                  | Varování                 | Matt Hastings   | Robert Hewitt Wolfe                | 23. července 2012 | vysíláno      |
| 13           | 2         | The Quick and the Dead        | Rychlejší než smrt       | Michael Nankin  | Michael Karnow                     | 30. července 2012 | vysíláno      |
| 14           | 3         | Alpha Dogs                    | Alfa samci               | Nick Copus      | Eric Tuchman                       | 6. srpna 2012     | vysíláno      |
| 15           | 4         | When Push Comes to Shove      | Když dojde na nejhorší   | Omar Madha      | Adam Levy                          | 13. srpna 2012    | vysíláno      |
| 16           | 5         | Gaslight                      | Přízraky                 | Leslie Libman   | Terri Hughes Burton a Ron Milbauer | 20. srpna 2012    | vysíláno      |
| 17           | 6         | Alphaville                    | Alphaville               | Nick Copus      | Michael Chamoy                     | 27. srpna 2012    | vysíláno      |
| 18           | 7         | Gods and Monsters             | Bohové a monstra         | Mairzee Almas   | Kira Snyder                        | 10. září 2012     | vysíláno      |
| 19           | 8         | Falling                       | Dokonalé vzrušení        | Nick Copus      | Nina Fiore a John Herrera          | 17. září 2012     | vysíláno      |
| 20           | 9         | The Devil Will Drag You Under | Ďábel tě stáhne do pekla | Matt Hastings   | Robert Hewitt Wolfe                | 24. září 2012     | vysíláno      |
| 21           | 10        | Life After Death              | Život po smrti           | J. Miller Tobin | Eric Tuchman                       | 1. října 2012     | vysíláno      |
| 22           | 11        | If Memory Serves              | Když paměť slouží        | Allan Kroeker   | Terri Hughes Burton a Ron Milbauer | 8. října 2012     | vysíláno      |
| 23           | 12        | Need to Know                  | V utajení                | Nick Copus      | Michael Karnow a Adam Levy         | 15. října 2012    | vysíláno      |
| 24           | 13        | God's Eye                     | Božská perspektiva       | Matt Hastings   | Bruce Miller                       | 22. října 2012    | vysíláno      |